# Igreja de São Januário e Santo Agostinho

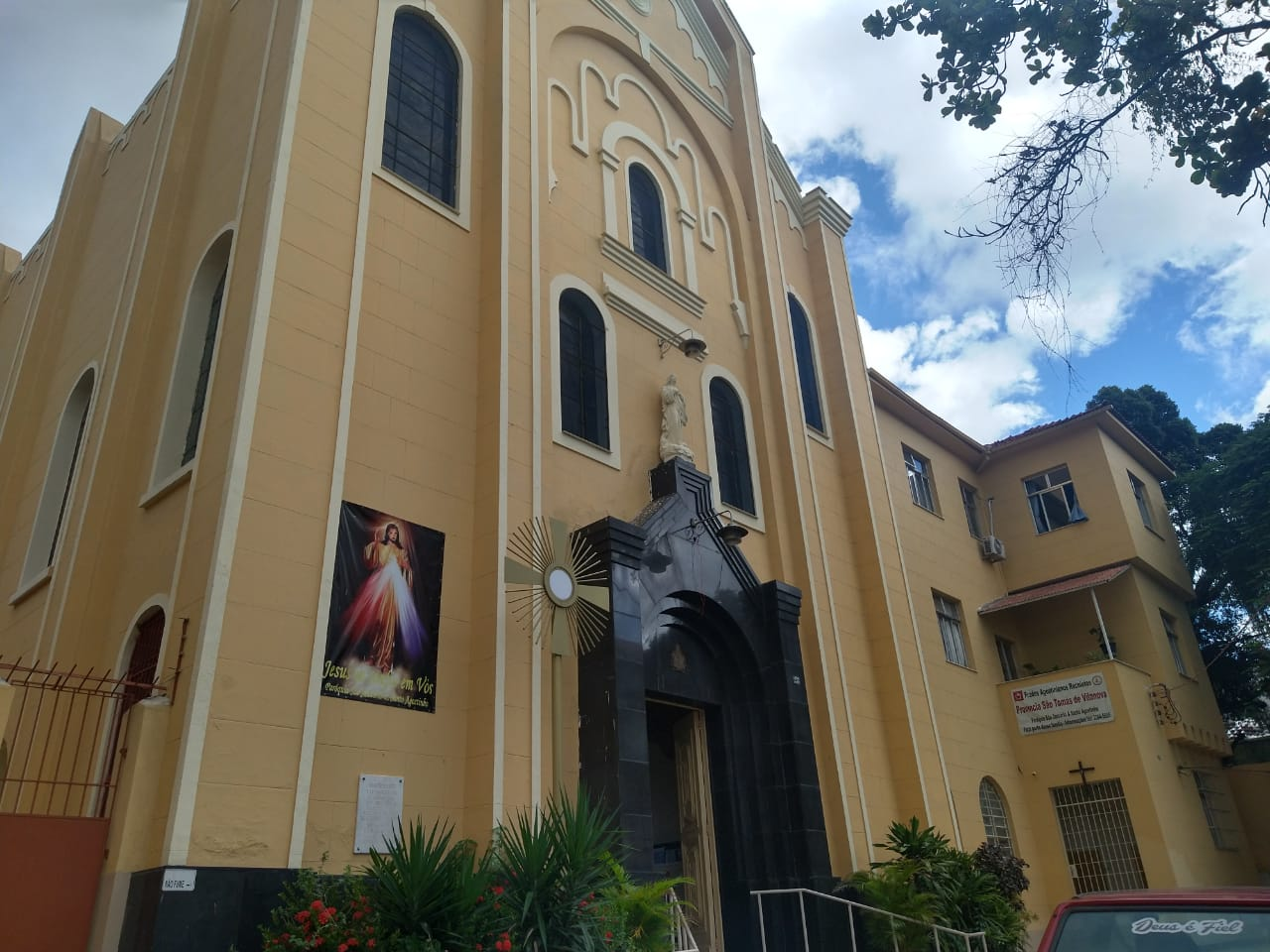
Fachada da Igreja de São Januário e Santo Agostinho.

A Igreja de São Januário e Santo Agostinho, paróquia da 4ª Forania do Vicariato Episcopal Urbano, cuja data de ereção canônica ocorreu em 08 de setembro de 1934, é componente das paróquias da Arquidiocese de São Sebastião do Rio de Janeiro.
A paróquia tem um limite territorial extenso abrangendo todo o bairro de São Cristóvão e partes do bairro Vasco da Gama e do bairro de Benfica.
História
O local da igreja foi doado aos Padres Agostinianos com a condição de que se mantivesse no altar-mor Nossa Senhora da Conceição e Nossa Senhora das Dores (padroeira dos doadores) e que o Patrono da nova igreja fosse São Januário. Os padres agostinianos aceitaram as condições e incluíram como co-padroeiro Santo Agostinho, cuja espiritualidade seguiam, o que foi acordado e mantido até os dias atuais.
Interior

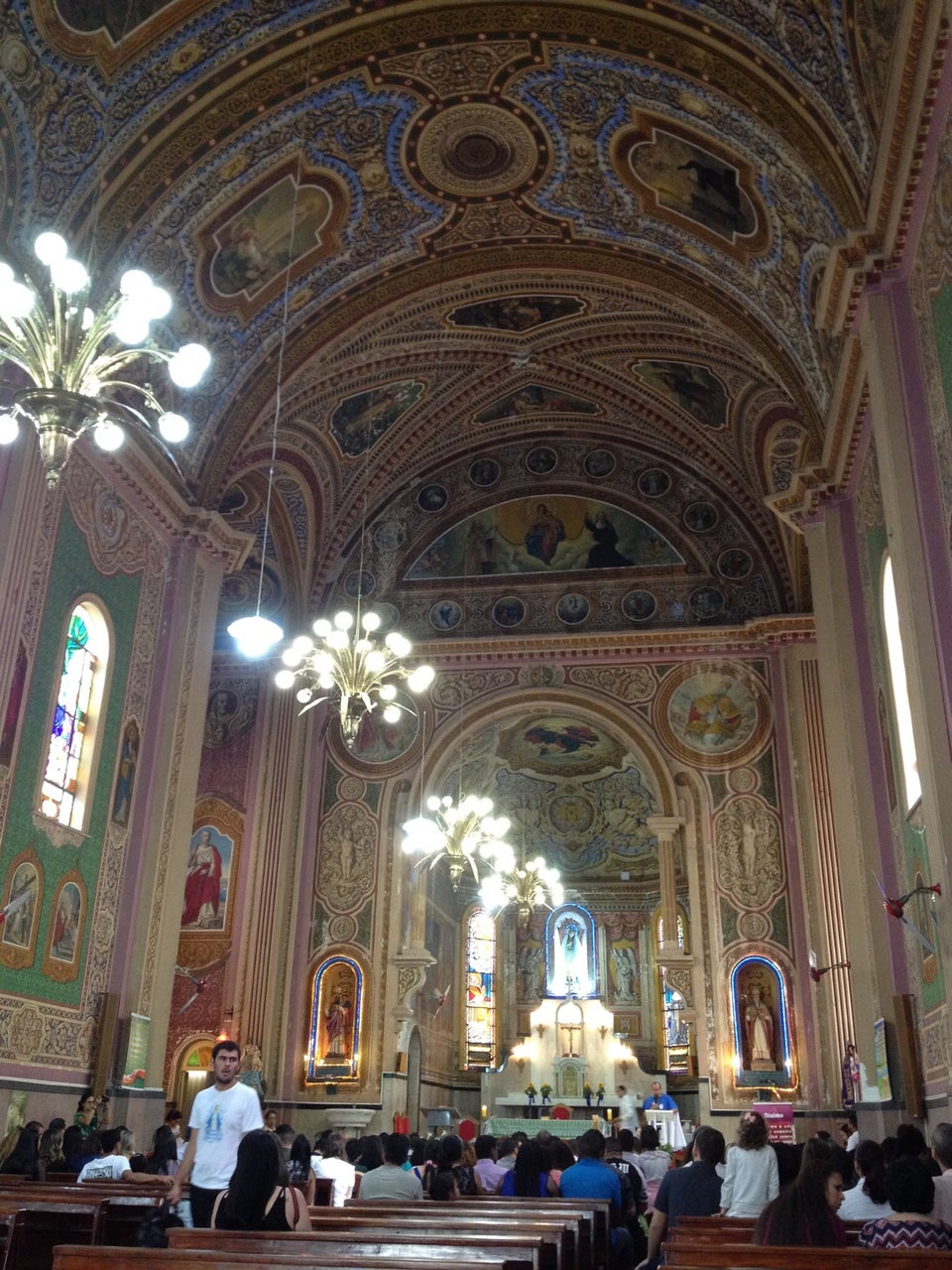
Interior da Igreja - pinturas de JLima.

O estilo arquitetônico da igreja é caracterizado pelo “romano clássico-moderno”. Suas paredes e seu teto, uma área de mais de 600 m², foram decorados na década de 1960, por José Lima, artista plástico baiano radicado no Rio de Janeiro. A pintura traz motivos sacros clássicos como a Via Sacra, na nave central do templo, e a Coroação de Maria, no alto da capela-mor.